# Врбовок (річка)
Врбовок (словац. Vrbovok) — річка, права притока річки Літава, протікає  в окрузі Крупіна.
Довжина — 26 км.
Витік знаходиться в Крупінській Планині біля села Сєноград — на висоті приблизно 635 метрів.
Впадає у Літаву при селі Плаштьовце на висоті 170 метрів.